# Babice (powiat oświęcimski)
Babice – wieś sołecka w Polsce położona w województwie małopolskim, w powiecie oświęcimskim, w gminie Oświęcim.
Wieś królewska starostwa oświęcimskiego w powiecie śląskim województwa krakowskiego w końcu XVI wieku. Dobra tabularne Abrahama Schönkera i 6 współwłaścicieli, położone w 1905 roku w powiecie bialskim Królestwa Galicji i Lodomerii.

## Nazwa
W przeszłości dla określenia wsi w zachowanych dokumentach historycznych występują nazwy: "Babica, Babycza, Babycze, Babice" .
Nazwę miejscowości w zlatynizowanej staropolskiej formie Babicze wymienia w latach 1470–1480 Jan Długosz w księdze Liber beneficiorum dioecesis Cracoviensis.

## Historia
Miejscowość ma metrykę średniowieczną i istnieje co najmniej od XIV wieku. Pierwsza wzmianka na temat wsi "Babice, Babicze, Babycza" pochodzi z 1314 r., zamieszczona w dokumencie księcia Mieszka cieszyńskiego, który uwalnia Piotra Stosza z Babic koło Oświęcimia od płatności daniny .
Wieś początkowo była własnością książęcą. W dokumencie sprzedaży księstwa oświęcimskiego Koronie Polskiej przez Jana IV oświęcimskiego wystawionym 21 lutego 1457 miejscowość występuje jako Babicze. Tym samym jako dotychczasowa własność księcia przeszła do dóbr królewskich państwa polskiego i  należała do króla Kazimierza IV Jagiellończyka .
Miejscowość została odnotowana w historycznych dokumentach własnościowych, prawnych i podatkowych. W latach 1470–1480 odnotowano płatność dziesięciny pieniężnej z łanów kmiecych w Babicach na rzecz Scholasterii Krakowskiej (Uczelni Krakowskiej). Dokumenty z lat: 1496, 1502, 1529 wspominają o folwarku w Babicy należącym do zamku oświęcimskiego. W 1496 r. sąd oficjała krakowskiego rozstrzygnął spór między „szlachetnie urodzonym” Spergetlthem – podstarościm oświęcimskim a klasztorem OO Dominikanów w Oświęcimiu o dziesięcinę snopową z ról folwarcznych m.in. w Babicy, wsi zamku Oświęcimskiego na korzyść klasztoru, ponieważ należała się ona kościołowi parafialnemu w Oświęcimiu, którym wówczas ministrowali Dominikanie .
W tym czasie Babice stanowiły wieś służebną zamku oświęcimskiego. W lustracji starostwa oświęcimskiego z 1508 r. zapisano, że do obowiązków mieszkańców wsi należy czyszczenie zamku, wywożenie z niego nieczystości, uprawa kapusty w miejscowym folwarku zamkowym. Woźny płacił 4 ternary krownego i jeździł według przywileju książęcego. Kmiecie płacili krowne, barańcze i poradlne. Wymienione zostały role opustoszałe: Ostrowska, Gluzińska, Kruszowskie, druga Gluzińska oraz Franka. Dokument szczegółowo wymienienia imiennie kmieciów mieszkających we wsi oraz ich zobowiązania. Odnotowani zostali: Maciej Chachura, Zezko i Migdał, którzy płacili po 5 groszy czynszu, a pozostali kmiecie po 10 groszy. Rolę pustą Śmietańskie uprawiał Marcin syn Chachury z wolnizną przyznaną na 8 lat. Rolę Janoskowskie uprawiał Świątek z wolnizną przyznaną na 6 lat. Wspomniany został Stanisław Smiotana, Bierek, Strach, Grzegorz Mocz, Strokosowa, rola pusta Sandkowskie. Kmiecie dawali do zamku po 2 koguty, po korcu chmielu i owsa łowczego, po dwa wozy drzewa Pod koniec XVI w. doszły do tego jeszcze obowiązki przy stawach rybnych starostwa w tym rybnik pod zamkiem t.zw. staw Podgrodny. Wspomniany dokument informuje również, że we wsi funkcjonuje prom. W 1564 odnotowany został most na rzece Wiśle na drodze śląskiej idącej przez wieś królewską Babice, przez który przejeżdżali krakowscy kupcy .
Po rozbiorach Polski w XVIII wieku rola tej drogi jeszcze się zwiększyła, ponieważ Babice stały się ważnym punktem granicznym między ówczesna Galicją a Prusami, które rozgraniczała w tym rejonie Wisła i Przemsza. W Babicach znajdowała się komora celna ponieważ tu rozchodziły się dwie drogi „cłowe”, oświęcimska prowadząca przez Gorzów i Chełmek na Śląsk, oraz babicka prowadząca na Kraków. W tym czasie Babice wraz z innymi wsiami starostwa oświęcimskiego należały dożywotnio do ostatniego starosty Piotra Małachowskiego, który następnie wydzierżawił je Tomaszowi z Brzezia Rusockiemu. Ten z kolei, po śmierci Małachowskiego w 1792 r., część gruntów babickich samowolnie sprzedał lub rozdał miejscowym chłopom i Żydom. W 1803 r. na publicznej licytacji Babice nabył hrabia Wincenty Bobrowski z Poręby Wielkiej i od razu odsprzedał je Kajetanowi Rusockiemu – właścicielowi pobliskich Broszkowic. Po nim majątek odziedziczyła córka Leokadia Dębska z Oświęcimia a jej spadkobiercy po 1849 r., kiedy zniesiono już pańszczyznę, dobra folwarczne rozsprzedali.
Na początku roku 1900 w Babicach zorganizowano dwuklasową szkołę i założono Ochotniczą Straż Ogniową.

### Od II wojny światowej
1 października 1939 r. na terenie Babic odbyło się konspiracyjne zebranie tajnej grupy wojskowych w składzie: rtm. Stanisław Krępa – pseudonim „Trojacki”, Mieczysław Jonkisz („Mietek”), Stanisław Matuszczyk i por. Jan Wawrzyczek („Marusza”, „Danuta”), którzy zorganizowali terenową organizację Związku Walki Zbrojnej (ZWZ).
W czasie okupacji (kwiecień 1941) Niemcy wysiedlili mieszkańców Babic wyburzając większą część zagród, a na terenie wsi utworzyli gospodarstwo rolne „majątek dworski”, w którym pracowali więźniowie z pobliskiego obozu w Oświęcimiu. W 1943 r. władze okupacyjne założyły w Babicach podobóz „Wirtschaftshof Babitz”. W budynku szkolnym umieszczono więźniarki, a więźniów w oddzielnie wybudowanym baraku. Podobóz otoczony był drutami kolczastymi i podlegał Auschwitz II – Birkenau. Jego mieszkańcy pracowali przy obsłudze koni, pracach polowych i ziemnych, budowali drogi itp. Natomiast kobiety przy hodowli krów, buhajów, kompostowaniu, nawożeniu pól i lżejszych pracach polowych (chociaż widziano jak więźniarki były wykorzystywane jako siła pociągowa do orania pól pługiem). Likwidacja podobozu nastąpiła po ewakuacji więźniów 17 stycznia 1945 r.
Jesienią 1954, wschodnią część Babic włączono do Oświęcimia. W latach 1954–1960 wieś należała i była siedzibą władz gromady Babice, po jej zniesieniu w gromadzie Brzezinka. W latach 1975–1998 miejscowość należała administracyjnie do województwa bielskiego.
Urodził się tu Piotr Szewczyk – major Wojska Polskiego, cichociemny, żołnierz Armii Krajowej.